# العنصرية في الصين
تنبع العنصرية في الصين من التاريخ الصيني، والقومية، ومن التصيين، وعوامل أخرى. لقد قادوا حركات تاريخية مثل تمرد العمامة الحمراء (الذي استهدف القيادة المغولية لسلالة يوان) وثورة شينهاي، التي أطاحت بسلالة تشينغ المانشوية. وثِقت العنصرية في الصين الحديثة في العديد من المواقف. أدت التوترات العرقية إلى حوادث في البلاد مثل نزاع شينجيانغ، والإبادة الجماعية للأويغور، واحتجاج اللغة التبتية لعام 2010، واحتجاجات منغوليا الداخلية 2020، والمشاعر المعادية للغرب في الصين، والتمييز ضد الأفارقة والمنحدرين من أصل أفريقي.

## الخلفية الديموغرافية
الصين مجتمع متجانس إلى حد كبير، تاريخيًا أكثر من 90% من سكانها كانوا من الهان الصينيين. يمكن تمييز بعض المجموعات الإثنية في البلاد من خلال المظهر الجسدي ومعدلات الزواج المختلط المنخفضة نسبيًا. تزوج آخرون من الهان الصينيين وشابهوهم. يزداد عدد الأقليات الإثنية التي تتحدث لغة الماندرين الصينية بطلاقة بالنسبة مستوى السكان الأصليين. يحصل الأطفال عند الولادة على المكانة الاجتماعية للأقلية العرقية التي ينتمي إليها أحد الوالدين، حتى لو كان أسلافهم في الغالب من الهان الصينيين. توجد جيوب من المهاجرين والمقيمين الأجانب في بعض المدن.

## نبذة تاريخية

### مذابح جي
كانت بعض النزاعات الإثنية عنيفة. خلال حرب وي وجي عام 350 بعد الميلاد، ذبح الزعيم الصيني ران مين شعوب وو هو غير الصينية انتقامًا للانتهاكات ضد السكان الصينيين؛ وتأثر شعب جي بشكل خاص. في الفترة ما بين 350 و352، خلال حرب وي جي، أمر الجنرال ران مين بإبادة شعب جي بالكامل، وكان التعرف عليهم سهل من خلال أنوفهم العالية ولحاهم الكاملة، مما أدى إلى مقتل أعداد كبيرة. وبحسب بعض المصادر فقد قتل أكثر من 200 ألف منهم.

### سلالة تانغ
ذبحت القوات بقيادة تيان شنغونغ التجار العرب والفرس في مذبحة يانغتشو (760). قتل جيش هوانغ تشاو المتمرد التجار اليهود والعرب والمسيحيين والبارسيين في مذبحة قوانغتشو عندما استولى على مقاطعة غوانغ.
أمر جنرال سلالة تانغ جاو جورين الذي تعود أصوله إلى مملكة غوغوريو، بذبح جماعي للقوقازيين من بلاد الصغد الذين حددوهم من خلال أنوفهم الكبيرة ورماحهم، واستخدِمت رماحهم لطعن الأطفال القوقازيين عندما اقتحم آن لوشان بكين (فانيانغ).

### سلالة يوان

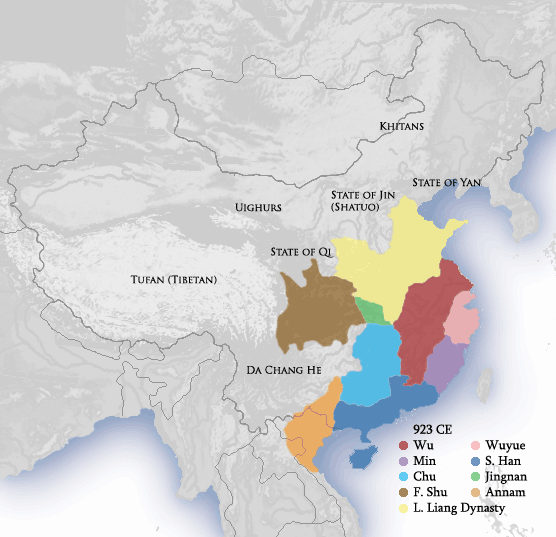
فترة الأسر الخمس والممالك العشر

على الرغم من المكانة العالية للمسلمين، لكن المغول اليوان مارسوا التمييز ضدهم: فقيدوا الذبح الحلال والممارسات الإسلامية الأخرى، مثل الختان (ومثلها مثل الذبح الكشروت لليهود). أطلق جنكيز خان على المسلمين اسم «العبيد». انضم الجنرالات المسلمون في النهاية إلى الصينيين الهان في التمرد على المغول. كان لمؤسس سلالة مينغ بتشو يوان تشانغ جنرالات مسلمون (من بينهم لان يو) تمردوا ضد المغول وهزموهم في المعركة. ثار مسلمو طائفة السيمو ضد سلالة يوان الحاكمة في تمرد إيسبا، لكنهم سحقوا التمرد وقتلوا المسلمين على يد قائد اليوان تشين يودينج.
الاضطهاد المناهض للمسلمين من قبل سلالة يوان وتمرد إيسبا
بدأت سلالة يوان في تمرير قوانين معادية للمسلمين، ومعاداة السيمو، والتخلص من امتيازات المسلمين السيمو في نهاية عهد سلالة يوان، في عام 1340، ما أجبرهم على اتباع المبادئ الكونفوشيوسية في لوائح الزواج، في عام 1329، خضع جميع رجال الدين الأجانب، بمن فيهم المسلمون، للضريبة وألغيت الإعفاءات، في عام 1328 ألغي منصب القاضي المسلم بعد أن قيدت صلاحياته في عام 1311. تسبب هذا في بدء تمرد المسلمين ضد حكم المغول يوان في منتصف القرن الرابع عشر، والانضمام إلى الجماعات المتمردة. في 1357-1367 بدأت حامية إيزيكسي المسلمة الفارسية تمرد إيسبا ضد سلالة يوان في تشوانتشو وجنوب فوجيان. قاد التمرد التاجران الفارسيان أمين الدين وسيف الدين. حاول المتمردون المسلمون مهاجمة الشمال واستولوا على بعض أجزاء شينغهوا لكنهم هزموا في فوزهو مرتين وفشلوا في الاستيلاء عليها. هزمت القوات الموالية لمقاطعة يوان من فوزهو المتمردين المسلمين في عام 1367 بعد أن انشق ضابط متمرد مسلم يدعى جين جي من ياونا.
وقد أثرى التجار المسلمون في تشوانتشو الذين شاركوا في التجارة البحرية أسرهم التي شملت أنشطتهم السياسية والتجارية كعائلات. رأى المؤرخ جون دبليو. تشافي رد الفعل الصيني العنيف الذي حدث في نهاية عهد أسرة يوان ضد ثروة المسلمين وسيمو كشيء لا مفر منه، على الرغم من أن القوانين المعادية للمسلمين والمعادية للسيمو قد مررتها سلالة يوان بالفعل. في عام 1340 اتبعت جميع الزيجات القواعد الكونفوشيوسية، وفي عام 1329 لم يعد جميع رجال الدين ورجال الدين الأجانب بمن فيهم المسلمون معفيين من الضرائب، وفي عام 1328 ألغي القاضي (زعيم المسلمين) بعد أن قيّد في عام 1311. أدى ذلك إلى ظهور مشاعر معادية للمغول بين المسلمين، لذلك انضم المسلمون إلى بعض المتمردين المناهضين للمغول في منتصف القرن الرابع عشر. أصبحت تشوانتشو تحت سيطرة أمين الدين وسيف الدين، وهما مسؤولان عسكريان فارسيان، عندما ثاروا ضد المغول منذ عام 1357 وحتى عام 1367 في جنوب فوجيان وتشوانتشو، وقادوا الحامية الفارسية (إيسبا) وقاتلوا من أجل فوزهو وشينغهوا لمدة خمس سنوات. قُتل كل من سيف الدين وأمين الدين على يد مسلم آخر يُدعى نوونا في عام 1362، ثم سيطر على تشوانتشو وحامية إيسبا لمدة خمس سنوات أخرى حتى هزيمته على يد اليوان.

## الصين الحديثة
ما تزال الحوادث العنصرية تحدث في الصين الحديثة وأصبحت موضوعًا مثيرًا للخلاف لأن المصادر الحكومية الصينية تنكر وجودها أو تقلل من شأنه. لاحظ العلماء أن الخط الحزبي لجمهورية الصين الشعبية يصور العنصرية إلى حد كبير على أنها ظاهرة غربية أدت إلى عدم الاعتراف بالعنصرية في مجتمعها. ينص دستور جمهورية الصين الشعبية على حظر التمييز والقمع ضد أي مجموعة إثنية. على العكس من ذلك، ذكرت لجنة الأمم المتحدة للقضاء على التمييز العنصري في أغسطس 2018 أن القانون الصيني لا يعرّف بشكل صحيح «التمييز العنصري» ويفتقر إلى قانون مناهض للتمييز العنصري يتماشى مع مبادئ باريس.
بغض النظر عن الخطاب بشأن المساواة بين المجموعات الإثنية المعترف بها في الصين والتي بلغ عددها 56 مجموعة، أصدر شي جين بينغ، الأمين العام للحزب الشيوعي الصيني، في نوفمبر 2012 نموذجه للحلم الصيني، الذي انتقده الباحثون ووسائل الإعلام باعتباره متمركزًا حول الهان.
بدأت حملة القمع التي استمرت 100 يوم على الأجانب غير الشرعيين في بكين في مايو 2012، إذ كان سكان بكين حذرين من الرعايا الأجانب بسبب الجرائم الأخيرة. وقال مذيع تلفزيون الصين المركزي يانغ روي إنه يجب تنظيف «القمامة الأجنبية» من العاصمة، وهو ما أثار الجدل.

### المشاعر المعادية لليابان
تنبع المشاعر المعادية لليابان في المقام الأول من جرائم الحرب اليابانية التي ارتكِبت خلال الحرب اليابانية الصينية الثانية. استمر تحريف كتب التاريخ المدرسية في اليابان وإنكار (أو تغطية) أحداث مثل مذبحة نانجنغ من قبل اليمين المتطرف الياباني في تأجيج المشاعر المعادية لليابان في الصين. وقد زُعِم أن المشاعر المعادية لليابان ناتجة جزئيًا أيضًا عن التلاعب السياسي من قبل الحزب الشيوعي الصيني. ووفقًا لتقرير للبي بي سي، حصلت المظاهرات المناهضة لليابان على موافقة ضمنية من السلطات الصينية، لكن السفير الصيني لدى اليابان وانغ يي قال إن الحكومة الصينية لن تتغاضى عن مثل هذه الاحتجاجات.